# Johann Georg Stengg
Johann Georg Stengg (? - 1753.), austrijski arhitekt. Djelovao je uglavnom na području Štajerske.
Školovao se u Njemačkoj i Italiji. Godine 1741. postao je dvorskim arhitektom, čime je naslijedio svoga oca Andreasa. 
Godine 1716. dovršio je gradnju kupole crkve Mariatrost u Grazu. Između 1719. i 1734. bio je angažiran za radove na vlastelinstvu Weisseneggerhof, a 1749. na vlastelinstvu Neuen Schloss.
U njegove najznačajnije radove spadaju Crkva Milosrdne Braće u Grazu (1735. – 40.), pregradnja samostanske crkve u Reinu (1737. – 43.) te župne crkve u Wolfsbergu (1733. – 39.). Također mu se pripisuju zvonici crkava u mjestima Strassgang (1743.), Heiligenkreuz am Waasen (1746.) sv. Leonarda u Grazu (1747.) te toranj gradske vijećnice u Ehrenhausenu.
Na području Slovenije mu se pripisuje svetište crkve u Jakobskom dolu (1740.)